# غايتانو فازاري
غايتانو فازاري (بالإيطالية: Gaetano Vasari)‏ هو لاعب كرة قدم إيطالي في مركز الهجوم، ولد في 9 يناير 1970 في باليرمو في إيطاليا. لعب مع نادي باليرمو ونادي تشيزينا ونادي سامبدوريا ونادي كالياري ونادي ليتشي.